# Martin Wallace
Pour les articles homonymes, voir Wallace.
Martin Wallace, né en juin 1962 à Southampton en Angleterre, est un auteur britannique de jeux de société à succès, originaire de Manchester en Angleterre. Il est particulièrement apprécié pour ses mécaniques de jeux innovantes proches de l’école Allemande, issues d’univers et thèmes riches (ferroviaire, civilisations) permettant des expériences de jeu immersives et très caractéristiques de l’école américaine. 
Ses thèmes de prédilection sont l’univers ferroviaire (Age of Steam, Steam, Last Train to Wensleydale), l’histoire industrielle (Automobile, Brass), les événements historiques (London, A few Acres of Snow) et la puissance et décadence d’anciennes civilisations (Empires of the Ancient World).

## Édition
En 1993, Martin Wallace fonde sa propre maison d'édition, Warfrog Games et publie son premier jeu : Lords of creation. 
En 2010, Warfrog Games est rebaptisée Treefrog Games à l'occasion d'un changement de l'équipe dirigeante et continue à éditer les jeux de l'auteur qui compte plus de quinze titres à son actif. Les jeux antérieurs au changement de nom sont réédités et redesignés en fonction de la demande.
Martin Wallace a publié également de nombreux jeux de trains via la maison d'édition américaine Winsome, gérée par l'un de ses amis : John Bohrer. 
Depuis 2000, l'auteur a aussi des accords d'édition et distribution avec TM Spiele filiale de Kosmos, un puissant éditeur allemand. 
Pour l’anecdote, les jeux de Martin Wallace sont souvent disponibles en pré-commande sur le site de Treefrog games dans des versions collector limitées. Les pièces sont alors en bois et/ou personnalisées et signées plutôt qu’en papier.

## Ludographie
Age of Steam est l’un des jeux les plus vendus de Martin Wallace. Sorti en 2001, il a remporté de nombreuses récompenses dans le monde du jeu de plateau, et est notamment vainqueur en 2002 des « Meeples' Choice Award » puis en 2003 des  « International Gamers Award ». Aujourd’hui encore, le jeu connaît de nombreuses extensions. C’est un jeu de stratégie basé sur l’acheminement de marchandises par voie ferroviaire prévu pour 3 à 6 joueurs à partir de 12 ans et dont les parties durent 3h.
À la suite d'une révocation des droits d'exploitation, les jeux Disque-monde ne sont plus édités. Martin Wallace crée par la suite un nouveau jeu de plateau, Nanty Narking, proposant le même concept que Disque Monde : Ankh-Morpork en 2019.
Liste non exhaustive de jeux  de Martin Wallace :
- Empires of the Ancient World (2000)
- Liberté (2001)
- Volldampf (2001)
- Age of Steam (2002)
- Tyros (2002)
- Princes of the Renaissance (2003)
- Runebound (2004)
- Struggle of Empires (2004)
- Byzantium (2005)
- Railroad Tycoon (2005)
- Brass (2007)[5],[6],[7]
- Perikles (2006)
- Tempus (2006)
- Liberté (2007)
- After The Flood (2008)
- Steel Driver (2008)
- Tinners' Trail (2008)
- Automobile (2009)
- God's Playground (2009)
- Last Train to Wensleydale (2009)
- Steam: Rails to Riches (2009)
- Waterloo (2009)
- Age of Industry (2010)[8],[7],[9]
- London (2010)
- Moongha Invaders (2010)
- Age of Industry #1: Japan and Minnesota (2011)[10],[11],[12]
- Disque monde : Ankh-Morpork (2011)
- A Few Acres of Snow (2011)
- Disque monde : Les sorcières (2013)
- Mythotopia (2014)
- Onward to Venus (2014)
- Brass: 2-Player Board (2015)[13]
- Ships (2015)
- A Study in Emerald (second edition) (2015)
- The Arrival (2016)
- Hit Z Road (2016)
- Via Nebula (2016)
- A Handful of Stars (2017)
- AuZtralia (2018)
- Brass: Birmingham (2018)[14],[15],[16],[17]
- Brass: Lancashire (2018)[18],[19],[16],[20]
- Judge Dredd Helter Skelter (2019)
- Milito (2019)
- Nanty Narking (2019)
- Anno 1800 (2020)
- Rocketmen (2021)
- Tinners' Trail (2021), nouvelle édition retravaillée
- Bloodstones (2023)